# Керкез, Душан
Душан Керкез (серб. Душан Керкез; род. 1 мая 1976, Белград) — югославский и боснийский футболист и футбольный тренер. Бывший игрок сборной Боснии и Герцеговины.

## Биография

### Клубная карьера
Родился в 1976 году в Белграде и является воспитанником местного «Партизана». Профессиональную карьеру начинал в клубах низших лиг Югославии «Единство» и «Раднички» Обреновац. Затем в течение трёх сезонов выступал в чемпионате Боснии и Герцеговины за команды «Леотар» и «Зриньски». В составе обоих клубов становился чемпионом. В 2005 году перешёл в хорватскую «Риеку», с которой выиграл Кубок Хорватии в сезоне 2005/06. С 2007 года выступал на Кипре, где позже начал и тренерскую карьеру. Был игроком лимасольских команд АЕЛ и «Арис». Завершил карьеру в 2014 году.

### Карьера в сборной
С 2004 по 2006 год сыграл 5 матчей за сборную Боснии и Герцеговины.
| Матчи Душана Керкеза за сборную Боснии и Герцеговины | Матчи Душана Керкеза за сборную Боснии и Герцеговины | Матчи Душана Керкеза за сборную Боснии и Герцеговины | Матчи Душана Керкеза за сборную Боснии и Герцеговины | Матчи Душана Керкеза за сборную Боснии и Герцеговины | Матчи Душана Керкеза за сборную Боснии и Герцеговины | Матчи Душана Керкеза за сборную Боснии и Герцеговины |
| №                                                    | Дата                                                 | Оппонент                                             | Счёт                                                 | Голы                                                 | Турнир                                               |                                                      |
| ---------------------------------------------------- | ---------------------------------------------------- | ---------------------------------------------------- | ---------------------------------------------------- | ---------------------------------------------------- | ---------------------------------------------------- | ---------------------------------------------------- |
| 1                                                    | 18 февраля 2004                                      | Северная Македония                                   | 0:1                                                  | —                                                    | товарищеский матч                                    |                                                      |
| 2                                                    | 8 сентября 2004                                      | Испания                                              | 1:1                                                  | —                                                    | отборочные матчи ЧМ-2006                             |                                                      |
| 3                                                    | 2 февраля 2005                                       | Иран                                                 | 1:2                                                  | —                                                    | товарищеский матч                                    |                                                      |
| 4                                                    | 4 июня 2005                                          | Сан-Марино                                           | 3:1                                                  | —                                                    | отборочные матчи ЧМ-2006                             |                                                      |
| 5                                                    | 6 сентября 2006                                      | Венгрия                                              | 1:3                                                  | —                                                    | отборочные матчи ЧЕ-2008                             |                                                      |

Итого: 5 матчей / 1 победа, 1 ничья, 3 поражения

### Тренерская карьера
После завершения игровой карьеры, получил должность тренера молодёжной команды АЕЛа. В 2015 году в течение полугода возглавлял академию клуба «Анортосис», но в декабре того же года вернулся в АЕЛ, став техническим директором клуба, а позже вновь возглавил молодёжную команду. В марте 2018 года Керкез был назначен главным тренером клуба, с которым в сезоне 2018/19 завоевал Кубок Кипра. Интересно, что под его руководством за команду дебютировал его сын Страхиня. В декабре 2021 года Керкез-старший покинул клуб.
Летом 2022 года стал главным тренером сербского клуба «Чукарички».

## Достижения

### В качестве игрока
«Леотар»
- Чемпион Боснии и Герцеговины: 2002/03

«Зриньски»
- Чемпион Боснии и Герцеговины: 2004/05

«Риека»
- Обладатель Кубка Хорватии: 2005/06

«Арис» Лимасол
- Победитель второй лиги Кипра: 2012/13

### В качестве тренера
АЕЛ Лимасол
- Обладатель Кубка Кипра: 2018/19

## Личная жизнь
Сын Страхиня Керкез (род. 2002) — также футболист, игрок молодёжной сборной Кипра.